# فردریک ویسو
فردریک ویسو (انگلیسی: Frédéric Viseux؛ زادهٔ ۷ مهٔ ۱۹۷۱) بازیکن فوتبال اهل فرانسه است.
از باشگاه‌هایی که در آن بازی کرده‌است می‌توان به باشگاه فوتبال لیل، باشگاه فوتبال کان، باشگاه فوتبال سوشو، و باشگاه ورزشی آمیان اشاره کرد.